# Kunsterziehungsbewegung
Die Kunsterziehungsbewegung ist Teil der Epoche der Reformpädagogik zu Beginn des 20. Jahrhunderts. Ihr Grundziel war die Bildung der Gesellschaft durch Kunst, Musik, Literatur und Leibeserziehung. Erst durch diese ästhetische Vervollkommnung könne der durch die Industrialisierung entfremdete Mensch wieder ganzheitlich gebildet werden. Die Bewegung fand, ebenso wie die Reformpädagogik, internationalen Anklang. Ideen und Methoden wurden länderübergreifend diskutiert.

## Ausgangspunkt Kulturkritik
Die Kulturkritik gilt als eigentlicher Auslöser und Basis der Reformpädagogik und somit auch der Kunsterziehungsbewegung. Da sie bereits Akzente einer Bildungskritik enthielt, d. h. bereits unter pädagogischen Gesichtspunkten Kritik übte, ging sie fließend in die reformpädagogischen Ideen über. Die drei führenden Persönlichkeiten der Kulturkritik waren
- Julius Langbehn,
- Friedrich Nietzsche und
- Paul de Lagarde.

### Julius Langbehn – Kritik am Rationalismus und der verwissenschaftlichen Bildung
Vor allem Langbehns pathetisch aufgeladenes Buch „Rembrandt als Erzieher“ (1890) traf den Nerv der Zeit. Seine Kritik galt dem gesellschaftlichen Verfall auf allen Gebieten der Kultur und dem Fehlen herausragender deutscher Persönlichkeiten. Dieses sich verbreitende „Halbwissen“ gehe einher mit einem Mangel an schöpferischer Leistung. Die Ursache dafür liege in der Verwissenschaftlichung und der ständigen Zunahme der Rationalität und Abstraktion der Bildung. Langbehn hingegen forderte die Rückkehr zu einer schlichten, volkstümlichen und vor allem national ausgerichteten Bildung, die die Menschen in ihrer Ganzheitlichkeit und Individualität erfasst und somit Persönlichkeit entwickeln kann. In der Volksbildung liege die schöpferische Kraft, das Volk sei der Ursprung des Lebens und der großen Leistungen. Seine Forderung für die Bildungsanstalten war eine von der Kunst geleitete Bildung, die den irrationalen Aspekten des Lebens volle Beachtung schenke. Den Künstler Rembrandt van Rijn sah Langbehn als das große Vorbild künftiger Erziehung an. Die Kunst als sinnstiftendes Moment fordert Erziehung zur Kunst durch die Kunst.

### Friedrich Nietzsche – Kritik am Historismus
Nietzsche hat sich in vielfältiger Art und Weise mit Bildung und Erziehung auseinandergesetzt. Die Reformpädagogik hat sich insbesondere durch die Forderung einer Bildung, die nur der bildungsfähigen Elite zustehen soll, inspirieren lassen. Somit soll nicht mehr der Stand das Auswahlkriterium für die jeweilige Schulart ausschlaggebend sein, sondern die individuellen Veranlagungen.
Ein weiterer großer Kritikpunkt ist Nietzsches Auffassung einer übermäßig historisch orientierten Bildung. Da das neue Bildungsziel vor allem Selbsttätigkeit und Selbständigkeit lauten soll, verweist Nietzsche auf die Künstler, als Prototypen des Schöpfertums, die nach ihren eigenen Vorstellungen und in Eigenverantwortung tätig sind.

### Paul de Lagarde – Kritik des fehlenden Individualismus
Zwei Aspekte stehen im Mittelpunkt der Kulturkritik de Lagardes. Zum einen bemängelt er den Pluralismus von Bildungsidealen, der die deutsche Jugend zunehmend verwirre: „Ihr habt einen Kehricht von Idealen zusammengefegt, und ihr mutet der Jugend zu, wie ein Lumpensammler in diesem Kehricht nach dem zu suchen, was sie brauchen kann.“ Auch der Rückbezug auf historische Ideale vergangener Jahrhunderte ist verfehlt, da sie nichts mehr mit den gegenwärtigen Problemen oder Ansichten der jungen Leute zu tun haben.
Aus diesem Grund plädiert de Lagarde für Ideale, die im Alltag gefunden werden müssen. Aus dieser Unzufriedenheit der Jugend soll nicht nur Ablehnung gegenüber den überholten Vorstellungen der Erwachsenen entstehen, sondern Rebellion.

## Die Unterströmungen der Kunsterziehungsbewegung in Deutschland

### Alfred Lichtwark und die Kunsterziehung
Alfred Lichtwark war zunächst Lehrer, bevor er die Hamburger Kunsthalle übernahm. Gerade er ließ sich stark von Langbehn beeinflussen und griff seine Forderung der Erziehung zur Kunst durch die Kunst auf. Die Kunsthalle verstand er somit nicht als reinen Ort der künstlerischen Sammlung, sondern vor allem als Volksbildungsstätte. Somit lud er junge, künstlerisch interessierte Lehrer in sein Museum ein, um die ästhetische Genussfähigkeit der Kinder auszubauen.
Lichtwark prägte die Kunsterziehungsbewegung maßgeblich durch die Organisation der Kunsterziehungstage. Diese fanden statt:
- 1901 in Dresden mit Schwerpunkt Kunst,
- 1903 in Weimar mit Schwerpunkt Literatur und
- 1905 in Hamburg mit den Schwerpunkten Musik und Leibeserziehung.

Die Kunsterziehungstage regten die Diskussion um den neuen Erziehungsstil an und sorgten für einen landesweiten Austausch von Künstlern und Pädagogen.
Die künstlerische Erziehung in der Schule verband Lichtwark mit einem starken Fokus auf künstlerischer Erziehung, die „hungrig“ macht. So werden zum einen die ästhetischen Anlagen der Schüler herausgearbeitet, aber auch emotionale Kräfte geweckt. Gerade die Kinder erschienen als besonders schöpferisch veranlagt, die Kindheit galt als Geniezeit des Menschen, weshalb die kreative Phase im Lebenszyklus gefördert werden muss.

### Reform des Zeichen- und Werkunterrichts
Bisher war in den Schulen im Kunst- und Werkunterricht vor allem das geometrische Zeichnen verbreitet. Die Kunsterziehungsbewegung forderte hingegen das freie Zeichnen und Werken im Unterricht, das als Ausdrucksform des Empfindens gesehen werden sollte. Die Kinderzeichnung gewann an Wertschätzung und wurde auch in Kunstausstellungen veröffentlicht.

### Reformen des Deutschunterrichts
Ähnlich wie im Kunstunterricht zeigten sich Tendenzen zur Lockerung des Deutschunterrichts. Neben Anregungen und Empfehlungen für Jugendliteratur (z. B. Grimms Märchen, Fabeln oder Sagen), beschäftigte sich vor allem Rudolf Hildebrand mit der Neugestaltung des Deutschunterrichts. Als „Schundliteratur“ galt alles, das unecht war, nach Schablonen und Mustern angefertigt wurde. Dies schränke nur die Kreativität ein. An dessen Stelle sollte der „freie Aufsatz“, meist in Form einer Erlebniserzählung treten, der aus dem Alltag des Kindes angeregt wurde. Der Reformpädagoge Heinrich Wolgast löste eine „Schundliteratur“-Debatte aus und wirkte als Schriftleiter der Zeitschrift „Jugendschriften-Warte“ prägend auf die Jugendschriftenbewegung.

### Jugendmusikbewegung
Bereits in anderen reformpädagogischen Bewegungen, wie in der Jugendbewegung, nahm die Musik einen zentralen Stellenwert ein. Das gemeinsame Wandern und Singen der jungen Leute in der Natur war z. B. beim Wandervogel verbreitet. Dabei galt vor allem das Volkslied als ursprüngliche, natürliche Ausdrucksform.
In engem Zusammenhang mit der Musikbewegung standen die Bemühungen um das Laienspiel. Vor allem das Schulspiel erfreute sich großer Beliebtheit. Vor allem Martin Luserke setzte in der Freien Schulgemeinde Wickersdorf und in seiner Schule am Meer (dort mit Eduard Zuckmayer) vielfältige Akzente. Neben selbst erdachten Stücken oder Volksstücken wurden vor allem Theaterstücke von Shakespeare aufgeführt. Im Zentrum stand hier das gemeinschaftliche Tun, sowie der schöpferische Gedanke, der sich wiederum in Selbstvertrauen bei den Schülern auswirkte.

### Leibeserziehung
Hier stand vor allem freie körperliche Bewegung der Gymnastik im Zentrum (nicht zu verwechseln mit dem leistungsorientierten Turnen). Auf diese Weise sollten sich die Schüler entspannen, so dass die natürlichen Kräfte frei wurden. Später weitete sich das Feld auf die rhythmische Gymnastik und „natürliches Turnen“ aus. Auch der Volkstanz erfreute sich der Beliebtheit.

## Kritik
Aufgrund ihrer oftmals stark nationalistisch und völkisch ausgerichteten Argumentationsweise wird der Kunsterziehungsbewegung immer wieder vorgeworfen, die Basis des aufkommenden Nationalsozialismus zu sein.

## Hauptvertreter
- Alfred Lichtwark – Kunst
- Konrad von Lange – Kunst- und Zeichenunterricht
- Carl Götze – Kunst- und Zeichenunterricht
- Gustav Kolb (Kunsterzieher) – Kunstunterricht
- Rudolf Hildebrand – Literatur/Reform des Deutschunterrichts
- Heinrich Wolgast – Jugendschriftenbewegung
- Wilhelm Fronemann – Jugendschriftenbewegung
- Fritz Jöde – Schulmusik
- Martin Luserke – Laientheaterspiel